# Pellenes corticolens
Pellenes corticolens es una especie de araña saltarina del género Pellenes, familia Salticidae. Fue descrita científicamente por Chamberlin en 1924.
Habita en México, Baja California.